# دهستان کنارپروژ
دهستان کنارپروژ نام دهستانی در بخش مرکزی شهرستان سلماس، استان آذربایجان غربی در ایران است. 
براساس سرشماری مرکز آمار ایران در سال ۱۳۹۵، جمعیت این دهستان برابر با ۵٬۰۴۵ نفر (۱٬۴۳۱ خانوار) بوده‌است. 